# Бережная, Антонина Антоновна
Антонина Антоновна Бережная (22 сентября [5 октября] 1917, Веденовка — 17 октября 1968 год) — бригадир тракторной бригады, Герой Социалистического Труда (1957). Депутат Верховного Совета Казахской ССР трёх созывов.

## Биография
Родилась, согласно метрической записи, 22 сентября 1917 года (по старому стилю) в селе Веденовка. В 1930 году вступила в колхоз имени Кирова. В 1941 году окончила Кутуркульскую школу механизаторов, после чего стала работать в Веденовской МТС Акмолинской области. Во время Великой Отечественной войны работала прицепщицей и трактористкой, возглавляла женскую тракторную бригаду.
В 1956 году тракторная бригада под руководством Антонины Бережной засеяла 3871 гектаров и получила по 22,2 центнера зерновых с каждого гектара. В 1957 году удостоена звания Героя Социалистического Труда «за особо выдающиеся успехи, достигнутые в работе по освоению целинных и залежных земель, и получение высокого урожая».
Трижды избиралась депутатом Верховного Совета Казахской ССР (в 1947, 1951 и 1955 года).
В 1959 году вышла на пенсию.
Скончалась 17 октября 1968 года. Похоронена на православном кладбище села Веденовка Щучинского района.

## Награды
- Герой Социалистического Труда — указом Президиума Верховного Совета СССР от 11 января 1957 года;
- Орден Ленина (1957).
- Орден Знак Почёта;
- Медаль «За освоение целинных земель»;
- Медаль «За доблестный труд в Великой Отечественной войне 1941—1945 гг.».